# Paronychia polygonifolia
Paronychia polygonifolia là loài thực vật có hoa thuộc họ Cẩm chướng. Loài này được (Vill.) DC. mô tả khoa học đầu tiên năm 1805.